# École nationale d'électronique et des télécommunications de Sfax
L'École nationale d'électronique et des télécommunications de Sfax (arabe : المدرسة الوطنية للالكترونيك و الاتصالات بصفاقس) ou ENET'com est un établissement de l'enseignement supérieur tunisien basé au sein du pôle technologique de Sakiet Ezzit près de Sfax.
L'ENET'com est fondée le 9 juillet 2002 sous le nom d’Institut supérieur d'électronique et de communication de Sfax et accueille en moyenne 300 étudiants par an.